# Chiesa di Sant'Antonino (Borgo Val di Taro)
La chiesa di Sant'Antonino Martire è un luogo di culto cattolico dalle forme barocche e neoclassiche situato accanto ai resti del castello medievale in piazza XI Febbraio a Borgo Val di Taro, in provincia di Parma e diocesi di Piacenza-Bobbio; è sede di una parrocchia compresa nel vicariato della Val Taro e Val Ceno.

## Storia
L'originario luogo di culto dedicato a sant'Antonino fu edificato a partire dal 1226 per sostituire la decentrata pieve romanica di San Giorgio; quest'ultima, sorgeva all'esterno del borgo e dipendeva per diritto di patronato dai Platoni; la potente famiglia acconsentì a rinunciare ai propri privilegi in favore della chiesa di Sant'Antonino soltanto nel XVII secolo, in seguito alla scomparsa dell'antica pieve verso la fine del XVI secolo.
Nel 1606 il duca Ranuccio I Farnese concesse ai borghigiani la possibilità di ricostruire la piccola e fatiscente chiesa, ma i lavori furono avviati soltanto verso la metà del XVII secolo e completati nel 1667; il nuovo tempio barocco fu solennemente consacrato dal vescovo Giuseppe Giandemaria il 25 settembre di quell'anno.
Nel 1925 la facciata fu riedificata in forme neoclassiche, su progetto dell'architetto Celli.
Tra il 2002 e il 2005 furono eseguiti importanti lavori di restauro, che interessarono il prospetto principale, le fronti longitudinali, il tetto e le superfici interne dipinte.

## Descrizione

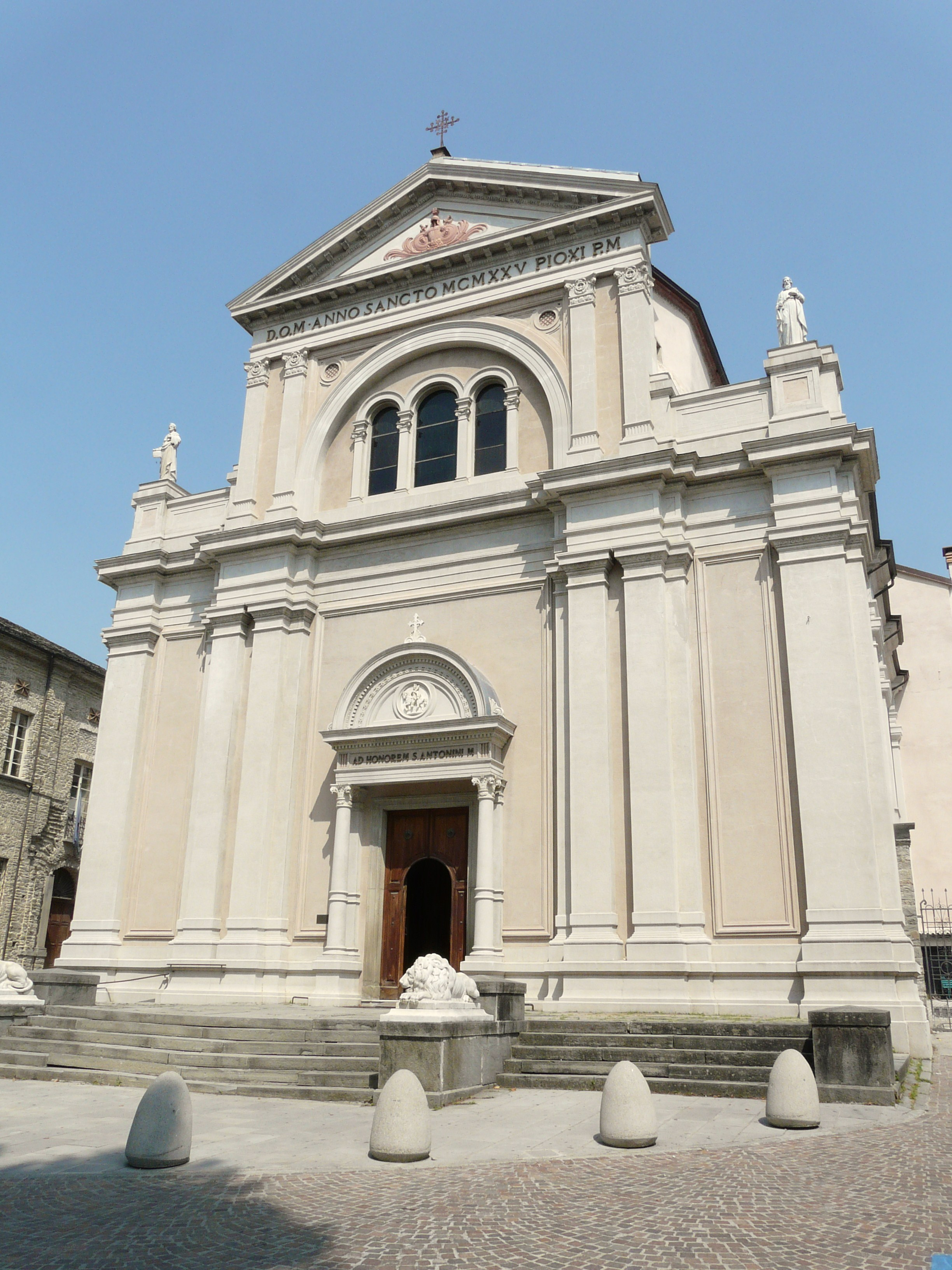
Facciata

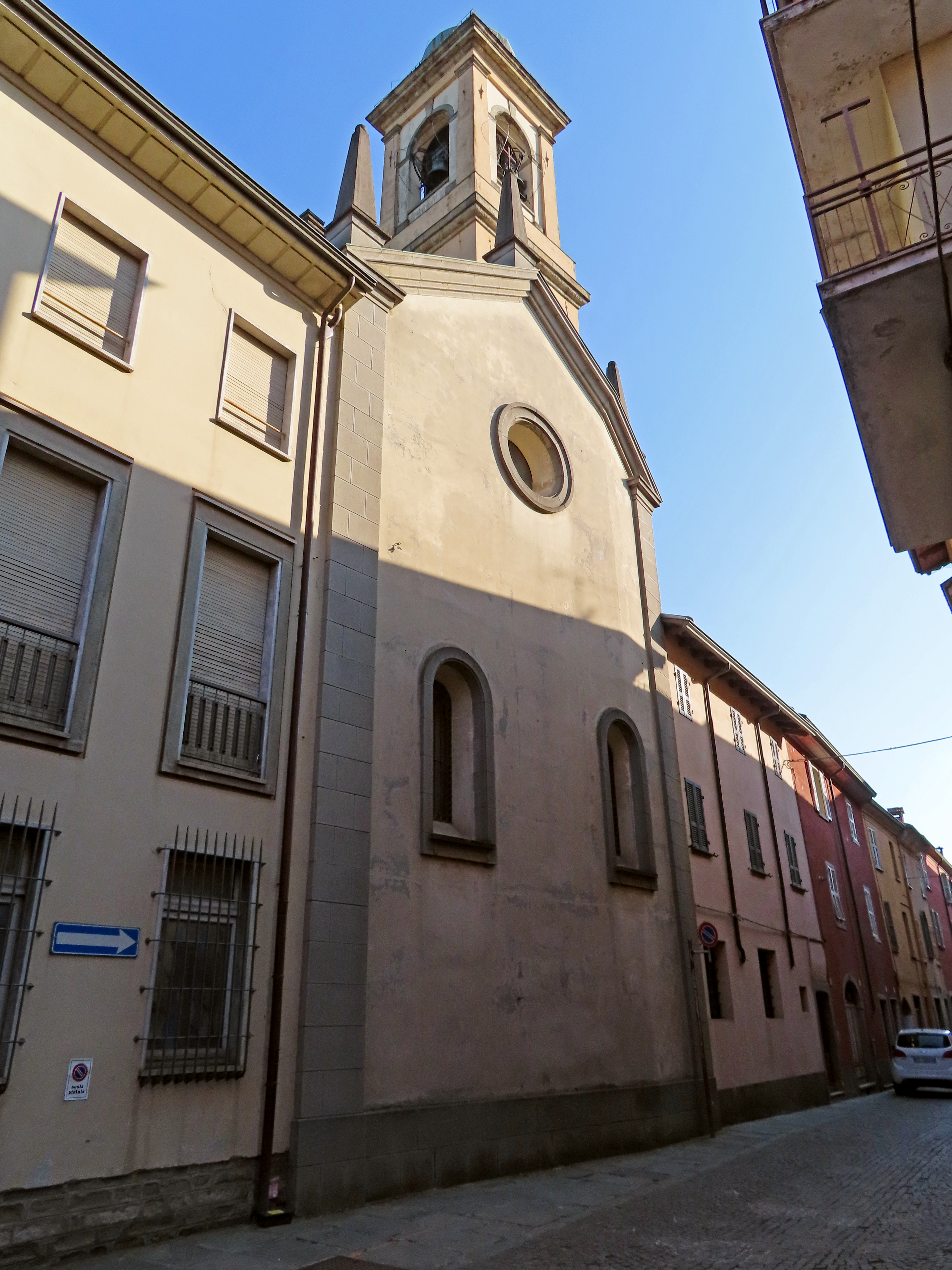
Retro

La chiesa si sviluppa su un impianto a croce latina, con una navata unica di quattro campate, sei cappelle laterali, transetto e presbiterio a pianta rettangolare.
La simmetrica facciata tripartita, interamente intonacata, è preceduta da una monumentale scalinata poligonale in pietra, suddivisa in cinque rampe, di cui quella centrale affiancata da due piedistalli con statue marmoree raffiguranti leoni accovacciati. Il prospetto è suddiviso orizzontalmente in due parti da un'alta trabeazione sostenuta dai capitelli dorici di due lesene alle estremità e due lesene binate ai lati dell'ampio portale centrale d'ingresso; quest'ultimo, delimitato da cornice in pietra, è preceduto da un protiro leggermente aggettante, retto da colonne con capitelli corinzi; al centro della trabeazione si staglia l'iscrizione "AD HONOREM S. ANTONINI M.", su cui si innalza il frontone circolare modanato, che inquadra un bassorilievo rotondo raffigurante Sant'Antonino a cavallo.
Superiormente nel mezzo della parte centrale si apre una trifora con pilastrini corinzi, all'interno di un'ampia arcata a tutto sesto in aggetto; ai lati lesene binate con capitelli corinzi sostengono la trabeazione, al cui centro si staglia l'iscrizione "D.O.M. ANNO SANCTO MCMXXV PIO XI P.M."; a coronamento il grande frontone triangolare modanato, retto da mensoline, racchiude lo stemma di sant'Antonino in cotto. Lateralmente si sviluppa una balaustra chiusa, che si conclude alle estremità con i basamenti di due statue raffiguranti San Pietro e San Paolo.
I lati sono suddivisi in tre parti, corrispondenti alle cappelle laterali, da una serie di lesene con capitelli dorici, a sostegno dell'alta trabeazione, in continuità con la facciata; più avanti aggetta il più alto transetto, al cui centro si apre un'ampia finestra strombata a lunetta, uguale a quelle delle tre campate. Chiuso fra gli edifici, si innalza sul retro il campanile, con cella campanaria aperta sui quattro lati attraverso monofore ad arco a tutto sesto, coronato da una cupoletta in rame.
Il prospetto posteriore a capanna si eleva su via Cesare Battisti, stretto tra i palazzi adiacenti; vi si aprono due alte monofore ad arco a tutto sesto delimitate da cornici in pietra e, superiormente, un rosone centrale.

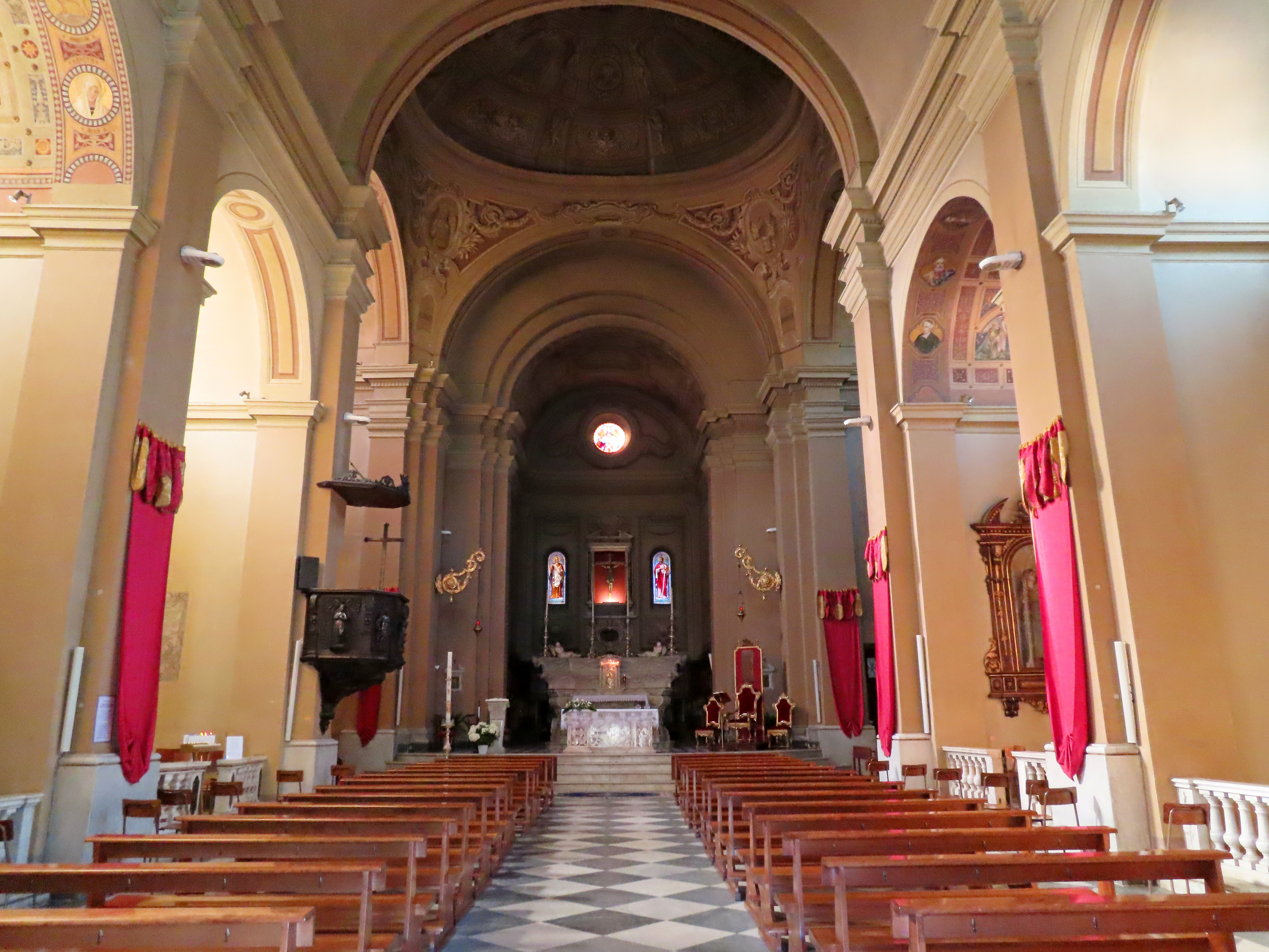
Navata

All'interno la navata è coperta da una volta a botte intonacata suddivisa in tre campate; ai lati si innalza una serie di alte lesene con capitelli dorici, a sostegno della trabeazione in aggetto; le tre ampie arcate affrescate a tutto sesto di ogni fianco si aprono sulle profonde cappelle laterali; in corrispondenza del transetto la crociera è coperta da una cupola ovale su pennacchi, interamente decorata con affreschi.
Il presbiterio, leggermente sopraelevato e coperto da una volta a botte dipinta, è preceduto dall'arco a tutto sesto con paraste angolari a fascio. Al centro si innalza l'altare maggiore in marmo bianco di Carrara, realizzato in forme barocche da Giuseppe Castegnoli nel 1874; superiormente vi sono collocate due settecentesche sculture lignee dorate raffiguranti angeli, provenienti dall'altare dell'Addolorata del ramo destro del transetto; la struttura è preceduta dall'altare a mensa con paliotto in marmi del XVII secolo. Sul fondo è collocato il coro ligneo intagliato risalente al 1667.

### Cappelle laterali
Le prime tre campate della navata sono affiancate da altrettante cappelle chiuse superiormente da volte a botte, in parte decorate con affreschi; i due più alti e profondi rami del transetto ospitano altre due cappelle, con analoga copertura; gli altari sono contraddistinti dalle monumentali ancone barocche, ricche di decorazioni.

#### Lato destro

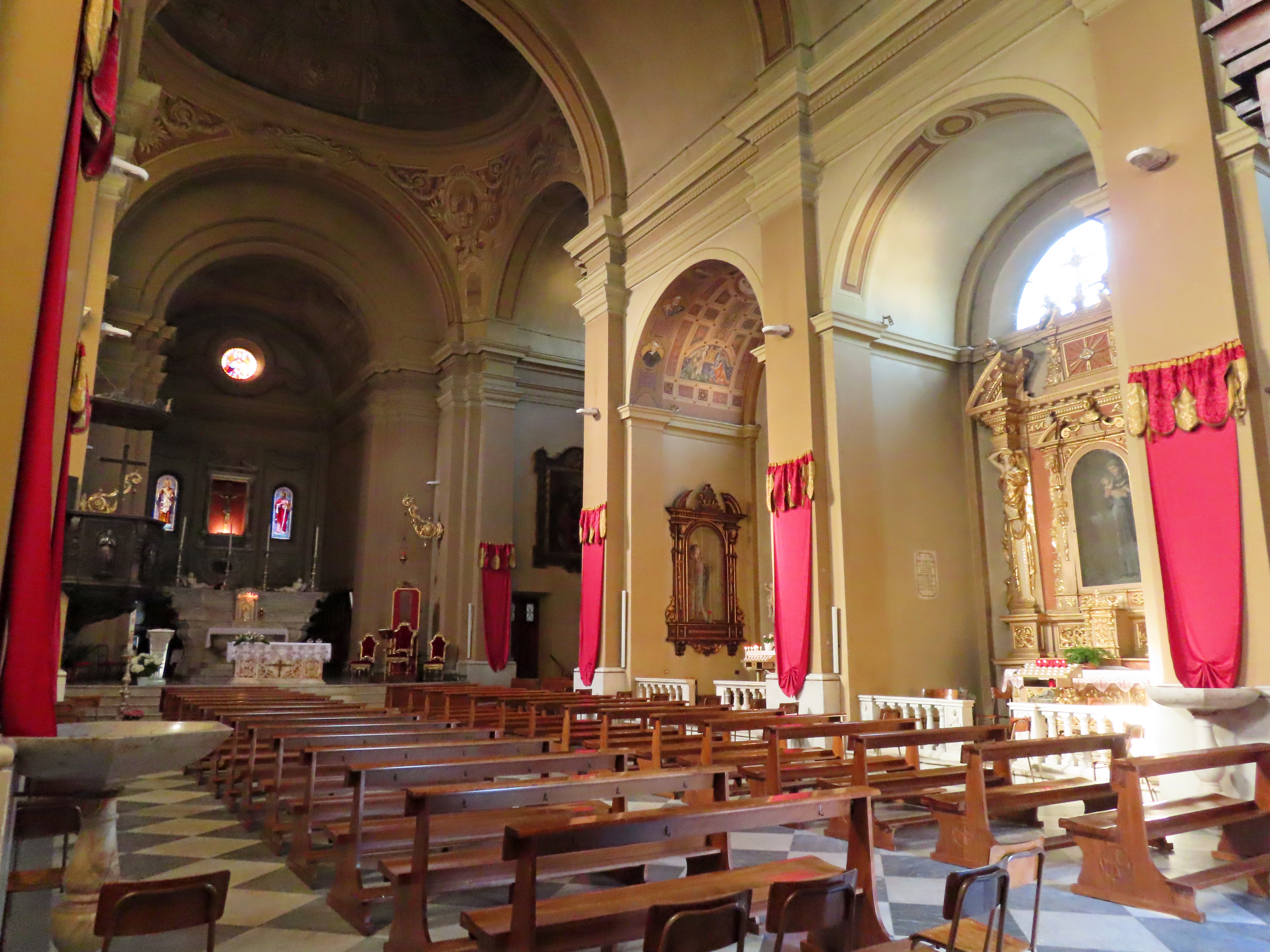
Lato destro della navata

A destra, oltre la prima campata con cappella contenente un confessionale, si aprono le successive cappelle dedicate a sant'Antonio da Padova, al Sacro Cuore e, in corrispondenza del transetto, alla Madonna del Carmine.
La terza in origine apparteneva in giuspatronato alla Comunità di Borgo Val di Taro. Al centro è collocato l'altare marmoreo barocco detto "di san Carlo Borromeo", decorato con gli stemmi del Comune; al suo interno sono conservate le spoglie di sant'Antonino martire, come attestato anche dall'epigrafe "Corpus S. Antonini Martyris hic quiescit" ("Il corpo di Sant'Antonino martire riposa qui"); in realtà il corpo ivi tumulato non appartiene al santo di Piacenza, sepolto nella basilica della città, ma, secondo alcuni studiosi, a un santo omonimo proveniente dalle catacombe di Roma, che fu inviato dal papa Clemente IX nel 1667, in occasione della consacrazione della nuova chiesa, su richiesta del governatore di Piacenza Giulio Platoni. Una nicchia sulla parete destra ospita una statua lignea dipinta raffigurante San Carlo Borromeo, risalente al XVIII secolo.
La cappella del transetto ospita all'interno di ricche cornici due dipinti seicenteschi raffiguranti l'Annunciazione, dipinta da Alessandro Gherardini, e la Madonna col Bambino e Santi, realizzata da un allievo di Giovanni Lanfranco.

#### Lato sinistro

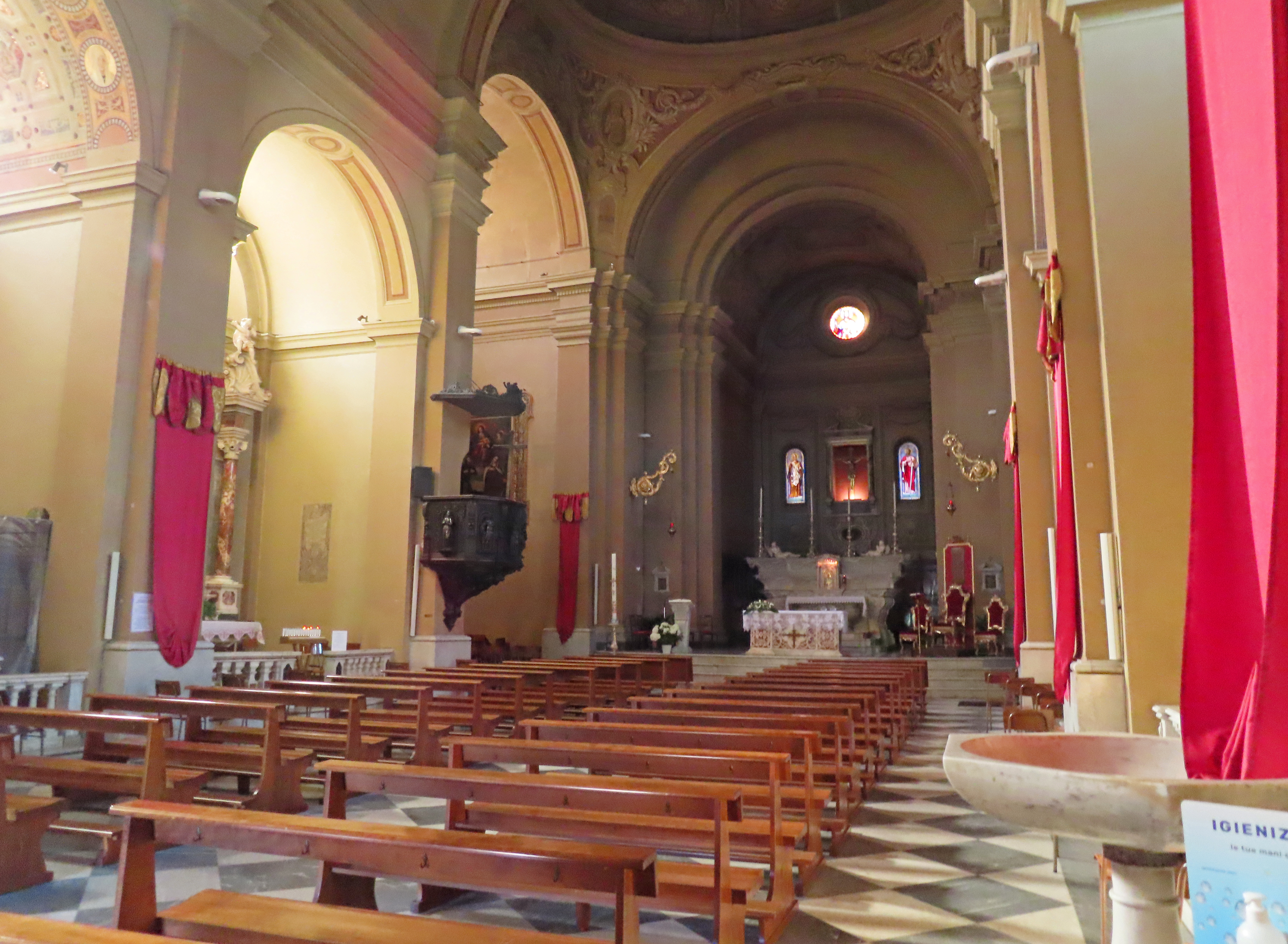
Lato sinistro della navata

A sinistra, oltre la prima campata con cappella contenente un confessionale, si aprono le successive cappelle dedicate ai santi Anna e Gioacchino, a san Giuseppe e, in corrispondenza del transetto, al Crocifisso.
La prima cappella ospita tre pregevoli dipinti, raffiguranti la Caduta di San Paolo, dipinta da Francesco Merano nel 1644 e proveniente dal monastero di San Paolo, San Ludovico di Francia, realizzato da Antonio Gemmi nel 1836 e donato dalla duchessa Maria Luigia, e San Francesco, eseguito da Massimo Pettenati nel 1872 su copia di un originale di Guido Reni.
La terza cappella in origine apparteneva in giuspatronato alla famiglia Boveri; al centro si innalza dietro all'altare della reposizione l'ancona settecentesca in marmi policromi su colonne con capiteli corinzi, coronata da un frontone spezzato ornato con statue di putti, ghirlande e, nel mezzo, lo stemma nobiliare della casata; la pala raffigura San Giuseppe sul letto di morte, dipinta da Angelo Bertinelli.
A fianco si eleva il pulpito ligneo donato dalla famiglia Celi nella seconda metà del XVII secolo; sviluppato su pianta poligonale, è decorato con altorilievi raffiguranti la Vergine, San Carlo Borromeo, Sant'Antonino, San Paolo e un Santo domenicano.
La cappella del transetto ospita il monumentale altare con ancona lignea dorata e riccamente intagliata, realizzata da Lorenzo Aili nel 1676; la struttura si innalza su due colonne coronate da capitelli corinzi, affiancate dalle sculture di due angeli, a sostegno dell'alto frontone decorato; all'interno si staglia, tra due statue dorate raffiguranti l'Addolorata e San Giovanni Evangelista, un crocifisso ligneo quattrocentesco. Sulla sinistra è appeso all'interno di una ricca cornice dorata un olio rappresentante Sant'Antonino a cavallo, dipinto da Cesare Beseghi nel 1844 e donato dalla duchessa Maria Luigia.

### Organo
Sopra all'ingresso della chiesa è posizionato, all'interno di una cantoria lignea barocca, un grande organo da 1800 canne, realizzato nel 1795 dalla ditta Serassi, decorato sul frontone dorato e intagliato con lo stemma del Comune di Borgo Val di Taro; lo strumento fu interamente restaurato nel 1977.